# Bones (饶舌歌手)
埃爾莫·肯尼迪·奥康纳（Elmo Kennedy O'Connor，1994 年 1 月 11 日出生），藝名Bones 、是來自密西根州豪厄爾的美國饒舌歌手和詞曲作家。他也是音樂團體 TeamSesh的創始人。
奧康納以他在嘻哈的子流派情緒說唱 和陷阱金属中的開創性創作而聞名。自 2010 年以來，奧康納發行了大量唱片並收攏大量的粉絲。截至 2019 年，他以多個別名發行了80多張專輯、混音帶和迷你專輯。

## 早期生活
埃爾莫·肯尼迪·奧康納 (Elmo Kennedy O'Connor) 出生於加利福尼亞州馬林縣 ，母親從事服裝設計，而父親則是網路設計師。他的外祖父是演員羅伯特·卡普爾。 在搬到纽约市之前，他們一家住在加利福尼亞州繆爾海灘。在奥康纳七歲時，他的家人搬到了密西西根州豪厄爾。 奧康納十三歲時也在明尼蘇達州住了兩年。也大約在這個時候，他在網路上遇到了其他音樂創作者  Xavier Wulf 、 Chris Travis 和 Eddy Baker 。這四位音樂創作者後來組成了音樂團體 「Seshollowaterboyz」。
16 歲時，他從豪厄爾高中輟學，搬到洛杉磯和他同為現任經理的兄弟埃利奧特一起住在那裡。儘管在青少年時期就與父母分居，「我想寫一本《什麼是理想中的父母》的書」這是奧康納對他幸福家庭的評價。 奧康納將豪厄爾描述為一個“純樸”的地方，那裡的居民「在此處出生和死去」，  也稱其為“密西西根州最種族主義的城鎮之一”。

## 音樂生涯
奧康納在他父親購買iMac G3後，於九歲開始製作音樂。他會從SoundClick下載嘻哈樂器，並使用電腦的內置麥克風錄製自己的說唱，直到 2010 年，在他16 歲時開始以別名「Th@Kid」在線上發布音樂。搬到洛杉磯後，奧康納與他在網上認識的其他音樂創作者，包括  Xavier Wulf 、  Chris Travis 和 Eddy Baker ，他們當時是現已半解散的 Raider Klan 成員。 2012年，他正式將藝名改為 Bones 。
2012年7月4日，奧康納以藝名Bones發行了他的同名首張專輯。在2012年到2014年之間，他發行了 12 張專輯 ，之後他在2014年發行的專輯《 TeenWitch 》獲得了新聞界的關注，該專輯因其以哥倫拜恩高中大屠殺為主題的主題引起了爭議。繼《 TeenWitch 》之後的專輯《 Garbage 》於2014年6月9日發行，是奧康納的第一張獲得像Complex Magazine和The Fader的主流音樂期刊關注的專輯，並為該專輯冠上「影響浩大」和「推動創新」的標籤。2014年4月，奧康納與TeamSESH製作人 GREAF 一起組了「surrenderdorothy」，這是一個不太專注於饒舌的個人項目，更側重於原聲吉他和人聲，風格與獨立搖滾和情緒說唱相似。儘管奧康納在他的個人作品中嘗試過這種風格，但「surrenderdorothy」更能體現了這種風格。「surrenderdorothy」自2014年已經發布了六張迷你專輯 。
奧康納在2015年上傳了不少專輯，而後首先是在方達劇院為電子藝術家Shlohmo開幕，而2015年3月4日在藍調之屋的表演的更是一票難求。奧康納歌曲「Dirt」的混因後來出現在ASAP Rocky的專輯「Canal St.」中。這首歌成為奧康納第一首出現在告示牌雜誌的歌曲。Bones與ASAP Rocky在吉米夜現場上合作表演，但由於他拒絕歌詞審查而被從節目中刪除。2015年5月奧康納和 Greaf 開始在第二個個人項目「Oregontrail」中發行歌曲。該項目在風格上與「surrenderdorothy」相似，但被認為「更黑暗」和「更粗莽」。它還與其同名遊戲做了些許連結。自2015年以來，兩人以 「Oregontrail」 發行了七首單曲。
奧康納在2015年至2017年間發行了10張專輯。2016年，他開始以新藝名「Ricky A Go Go」發行音樂。他以此藝名總共上傳了五首曲目到SoundCloud ，其中第五首是在 2017 年上傳的。每首曲目的簡介中都有一個笑話，其每首曲目都是不同專輯中的單曲。而這些專輯最終都沒有正式發行。這些曲目具有迪斯科、放克和合成波的風格。第六首歌曲「Countdown」由其他用戶上傳。此曲目來自他的專輯《PaidProgramming2》中的「SeshRadio: Volume3」。這是該角色的正式亮相。 Ricky A Go Go 也陸續出現在nes 的其他專輯中，其中最著名的是與 Drew The Architect 的合作項目《DamagedGoods》 。
2018年1月9日，奥康納在倫敦可可夜總會演出，從而開始了他的第一次歐洲巡演，名為 Deadboy Tour。隨後陸續抵達德國、烏克蘭、俄羅斯、義大利。
奧康納、Xavier Wulf 和 Eddy Baker 是團體「Seshollowaterboyz」的創始成員，他們在之後也時常一起表演和合作。此團體的名字來自於他們自行發行的音樂品牌，包括TeamSesh、Hollow Squad、Waterboyz和Healthy Boyz。他們2015年11月13日在加利福尼亞州聖安娜的天文台、2016年1月30日在洛杉磯The Novo等著名場所演出。 其中一位創始成員Chris Travis於2019年離開。

## 音樂風格和影響
儘管奧康納被稱為情緒說唱流派的先驅之一，但他表示自己没有特定的風格，而其作品被歸類為雲霧饒舌、另類嘻哈 和「暗影說唱」 .    奧康納早期的音樂相較於現今更具有開創性（並經常與SpaceGhostPurrp相提並論），後者則具備饒舌、歌唱和嘶吼唱腔的音樂製作風格。  奧康納的歌聲被認為具油漬搖滾和情緒搖滾 風格，而他的饒舌則具有恐怖嘻哈和情緒嘻哈等風格。 他也被認為是陷阱金属的早期先驅。 
儘管在採訪中提到了馬文·蓋伊、球風火、布西·柯林斯、史蒂维·尼克斯和喬尼·米切爾的影響，奧康納卻很少談論自身在音樂領域的影響力。 在他的音樂生涯中，奥康纳由地下嘻哈發展出新的風格，並被稱為「資訊時代最具影響力的地下藝術家之一」。

## 曲錄

### 錄音室專輯
| WhiteRapper (as Th@ Kid)                   | - 發行日期: 2012/07/04 - 唱片公司: TeamSESH - 專輯形式: 數位下載           |
| TypicalRapShit (as Th@ Kid)                | - 發行日期: 2012/09/26 - 唱片公司: TeamSESH - 專輯形式: 數位下載           |
| BLVCKNWHITE (as Th@ Kid, with Grandmilly)  | - 發行日期: 2012/11/21 - 唱片公司: TeamSESH - 專輯形式: 數位下載           |
| Bones                                      | - 發行日期: 2012/12/01 - 唱片公司: TeamSESH - 專輯形式: 數位下載           |
| LivingLegend                               | - 發行日期: 2013/02/01 - 唱片公司: TeamSESH - 專輯形式: 數位下載           |
| Saturn                                     | - 發行日期: 2013/02/23 - 唱片公司: TeamSESH - 專輯形式: 數位下載           |
| Teenager                                   | - 發行日期: 2013/03/31 - 唱片公司: TeamSESH - 專輯形式: 數位下載           |
| ダサい (Lame) (with Xavier Wulf)           | - 發行日期: 2013/06/06 - 唱片公司: TeamSESH - 專輯形式: 數位下載           |
| Creep                                      | - 發行日期: 2013/06/08 - 唱片公司: TeamSESH - 專輯形式: 數位下載           |
| Scumbag                                    | - 發行日期: 2013/08/08 - 唱片公司: TeamSESH - 專輯形式: 數位下載、線上串流 |
| Cracker                                    | - 發行日期: 2013/09/28 - 唱片公司: TeamSESH - 專輯形式: 數位下載、線上串流 |
| PaidProgramming                            | - 發行日期: 2013/11/01 - 唱片公司: TeamSESH - 專輯形式: 數位下載、線上串流 |
| UndergroundGods (with Na$ty Matt)          | - 發行日期: 2013/11/26 - 唱片公司: TeamSESH - 專輯形式: 數位下載           |
| DeadBoy                                    | - 發行日期: 2014/01/24 - 唱片公司: TeamSESH - 專輯形式: 數位下載、線上串流 |
| TeenWitch                                  | - 發行日期: 2014/02/24 - 唱片公司: TeamSESH - 專輯形式: 數位下載、線上串流 |
| Garbage                                    | - 發行日期: 2014/06/08 - 唱片公司: TeamSESH - 專輯形式: 數位下載、線上串流 |
| Skinny                                     | - 發行日期: 2014/09/01 - 唱片公司: TeamSESH - 專輯形式: 數位下載、線上串流 |
| Rotten                                     | - 發行日期: 2014/12/2 - 唱片公司: TeamSESH - 專輯形式: 數位下載、線上串流  |
| SongsThatRemindYouOfHome (with Dylan Ross) | - 發行日期: 2015/02/13 - 唱片公司: TeamSESH, Handzum - 專輯形式: 數位下載  |
| Powder                                     | - 發行日期: 2015/04/11 - 唱片公司: TeamSESH - 專輯形式: 數位下載、線上串流 |
| Banshee                                    | - 發行日期: 2015/08/23 - 唱片公司: TeamSESH - 專輯形式: 數位下載、線上串流 |
| HermitOfEastGrandRiver                     | - 發行日期: 2015/10/30 - 唱片公司: TeamSESH - 專輯形式: 數位下載、線上串流 |
| Useless                                    | - 發行日期: 2016/02/07 - Labels: TeamSESH - 專輯形式: 數位下載、線上串流   |
| PaidProgramming2                           | - 發行日期: 2016/07/24 - 唱片公司: TeamSESH - 專輯形式: 數位下載、線上串流 |
| GoodForNothing                             | - 發行日期: 2016/10/16 - 唱片公司: TeamSESH - 專輯形式: 數位下載、線上串流 |
| SoftwareUpdate1.0                          | - 發行日期: 2016/11/05 - 唱片公司: TeamSESH - 專輯形式: 數位下載、線上串流 |
| Disgrace                                   | - 發行日期: 2017/11/01 - 唱片公司: TeamSESH - 專輯形式: 數位下載、線上串流 |
| Unrendered                                 | - 發行日期: 2017/04/20 - 唱片公司: TeamSESH - 專輯形式: 數位下載、線上串流 |
| NoRedeemingQualities                       | - 發行日期: 2017/06/07 - 唱片公司: TeamSESH - 專輯形式: 數位下載、線上串流 |
| Failure                                    | - 發行日期: 2017/10/02 - 唱片公司: TeamSESH - 專輯形式: 數位下載、線上串流 |
| Carcass (СКЕЛЕТ)                           | - 發行日期: 2017/12/23 - 唱片公司: TeamSESH - 專輯形式: 數位下載、線上串流 |
| Augmented (with cat soup)                  | - 發行日期: 2018/04/20 - 唱片公司: TeamSESH - 專輯形式: 數位下載、線上串流 |
| LivingSucks                                | - 發行日期: 2018/08/13 - 唱片公司: TeamSESH - 專輯形式: 數位下載、線上串流 |
| TheManInTheRadiator                        | - 發行日期: 2018/11/01 - 唱片公司: TeamSESH - 專輯形式: 數位下載、線上串流 |
| SparrowsCreek (with Eddy Baker)            | - 發行日期: 2019/02/11 - 唱片公司: TeamSESH - 專輯形式: 數位下載、線上串流 |
| UnderTheWillowTree                         | - 發行日期: 2019/05/03 - 唱片公司: TeamSESH - 專輯形式: 數位下載、線上串流 |
| KickingTheBucket                           | - 發行日期: 2019/08/30 - 唱片公司: TeamSESH - 專輯形式: 數位下載、線上串流 |
| IFeelLikeDirt                              | - 發行日期: 2019/11/29 - 唱片公司: TeamSESH - 專輯形式: 數位下載、線上串流 |
| OFFLINE                                    | - 發行日期: 2020/02/24 - 唱片公司: TeamSESH - 專輯形式: 數位下載、線上串流 |
| BRACE (with Xavier Wulf)                   | - 發行日期: 2020/03/02 - 唱片公司: TeamSESH - 專輯形式: 數位下載、線上串流 |
| DamagedGoods (with drew the architect)     | - 發行日期: 2020/04/20 - 唱片公司: TeamSESH - 專輯形式: 數位下載、線上串流 |
| REMAINS (with Lyson)                       | - 發行日期: 2020/05/30 - 唱片公司: TeamSESH - 專輯形式: 數位下載、線上串流 |
| FromBeyondTheGrave                         | - 發行日期: 2020/11/06 - 唱片公司: TeamSESH - 專輯形式: 數位下載、線上串流 |
| BURDEN                                     | - 發行日期: 2021/01/19 - 唱片公司: TeamSESH - 專輯形式: 數位下載、線上串流 |
| PushingUpDaisies (with Deergod)            | - 發行日期: 2021/03/23 - 唱片公司: TeamSESH - 專輯形式: 數位下載、線上串流 |
| InLovingMemory                             | - 發行日期: 2021/06/18 - 唱片公司: TeamSESH - 專輯形式: 數位下載、線上串流 |
| ForbiddenImage (with Cat Soup)             | - 發行日期: 2021/10/15 - 唱片公司: TeamSESH - 專輯形式: 數位下載、線上串流 |
| SCRAPS (with Lyson)                        | - 發行日期: 2021/11/26 - 唱片公司: TeamSESH - 專輯形式: 數位下載、線上串流 |

### 迷你專輯
| Dreamcatcher (as Th@ Kid)                     | - 發行日期: 2011/06/02 - 唱片公司: TeamSESH - 專輯形式: 數位下載           |
| Attaboy (as Th@ Kid)                          | - 發行日期: 2011/08/04 - 唱片公司: TeamSESH - 專輯形式: 數位下載           |
| Midnight:12 AM (as Th@ Kid)                   | - 發行日期: 2021/11/26 - 唱片公司: TeamSESH - 專輯形式: 數位下載           |
| Caves (with Xavier Wulf)                      | - 發行日期: 2013/12/24 - 唱片公司: TeamSESH - 專輯形式: 數位下載           |
| SeaBeds (with Chris Travis)                   | - 發行日期: 2014/01/29 - 唱片公司: TeamSESH - 專輯形式: 數位下載           |
| WeNeverAskedForThis (as Surrenderdorothy)     | - 發行日期: 2014/04/27 - 唱片公司: TeamSESH - 專輯形式: 數位下載           |
| NobodyWantsMe (as Surrenderdorothy)           | - 發行日期: 2014/07/24 - 唱片公司: TeamSESH - 專輯形式: 數位下載、線上串流 |
| ItsTheLeastWeCanDo (as Surrenderdorothy)      | - 發行日期: 2014/11/09 - 唱片公司: TeamSESH - 專輯形式: 數位下載、線上串流 |
| SoThereWeStood                                | - 發行日期: 2015/01/05 - 唱片公司: TeamSESH - 專輯形式: 數位下載、線上串流 |
| ItsTheThoughtThatCounts (as Surrenderdorothy) | - 發行日期: 2015/02/09 - 唱片公司: TeamSESH - 專輯形式: 數位下載、線上串流 |
| YouShouldHaveSeenYourFace                     | - 發行日期: 2015/05/20 - 唱片公司: TeamSESH - 專輯形式: 數位下載、線上串流 |
| HateToBreakItToYou (with Drip-133)            | - 發行日期: 2015/06/08 - 唱片公司: TeamSESH - 專輯形式: 數位下載、線上串流 |
| Frayed                                        | - 發行日期: 2015/09/26 - 唱片公司: TeamSESH - 專輯形式: 數位下載、線上串流 |
| ItsDifferentNow (as Surrenderdorothy)         | - 發行日期: 2015/11/07 - 唱片公司: TeamSESH - 專輯形式: 數位下載、線上串流 |
| Slán                                          | - 發行日期: 2016/01/02 - 唱片公司: TeamSESH - 專輯形式: 數位下載、線上串流 |
| NetworkUnknown                                | - 發行日期: 2017/11/01 - 唱片公司: TeamSESH - 專輯形式: 數位下載、線上串流 |
| BreathingExcercise (as Surrenderdorothy)      | - 發行日期: 2018/03/30 - 唱片公司: TeamSESH - 專輯形式: 數位下載、線上串流 |
| PermanentFrown (with CurtisHeron)             | - 發行日期: 2018/07/02 - 唱片公司: TeamSESH - 專輯形式: 數位下載、線上串流 |

### Ricky a Go Go

#### 單曲
- 「The Whisper of Sweet Nothings」
- 「On the Run」
- 「You Are My Everything」
- 「Every Night」
- 「Stranger」
- 「You Know I Want You」
- 「Death Train」

### Surrenderdorothy

#### 混音帶
- breathingexercise
- justwhatthedoctorordered
- julyrent

#### 單曲
- 「Human for a Day」
- 「It All Comes Together in the Final Act」
- 「Sitting in the Car」
- 「No Place Like Home」
- 「Sometimes I Don't Understand」
- 「Like the Back of My Hand」
- 「Caught between the Seats」
- 「What Great Eyes You Have」
- 「Drop Everything」

### Oregontrail w/ Greaf

#### 單曲
- 「Goodbye for Now」
- 「If All Else Fails」
- 「We Have Been Keeping Quite Busy」
- 「I Admit, It Has Not Been Easy」
- 「Till the Whites of My Eyes Dry Out」
- 「We Fought the Good Fight」
- 「Ford the River」
- 「Second Hand Pain」

### Th@ Kid

#### 混音帶
- A Day At the Getty
- Young Dumb Fuck
- 1 Million Blunts

#### 合集
- Marble

#### 單曲
- 「Slaughta」

## 外部連結
- 官方网站